# Zulueta (Navarra)
Zulueta, a tan solo 10 minutos y a 12 km de Pamplona, es una localidad española de la Comunidad Foral de Navarra perteneciente al Valle de Elorz. Situado en la Merindad de Sangüesa (Cuenca de Pamplona), tiene una superficie de 4,08 km².
Su población en 2023 fue de 328 habitantes (INE). Fue un concejo hasta la extinción del mismo en marzo de 2014.
Conecta con Pamplona mediante la autovía A-21.

## Geografía física

### Situación
La localidad de Zulueta limita al norte con el concejo de Tajonar, en el municipio de Aranguren; al este con el concejo de Elorz; al sur con Zabalegui y al oeste con de Torres de Elorz.
El entorno de Zulueta disfruta de un microclima más cálido que el de otras zonas gracias a su ubicación contigua a la Sierra de Tajonar, la cual, hace de resguardo absorbiendo el viento norte tan característico de otras zonas de Navarra.

## Historia
La primera alusión en la historia es una carta de 1067, donde se cita como “Zuloeta”.
Es la iglesia de San Esteban y el lavadero de Zulueta los edificios más históricos que se conservan.
La iglesia de San Esteban protomártir es un edificio de origen medieval (siglo XIII) hecho en piedra con modificaciones y reformas del siglo XVI. Tiene nave única, cabecera poligonal de tres lados con contrafuertes angulares y tiene campanario de planta rectangular situada a los pies. Adosada a la cabecera por el lado del Evangelio está la sacristía, con planta poligonal de cinco lados, que se comunica con el presbiterio con puerta de arco de medio punto. En el tramo próximo a la cabecera se abren sendas capillas laterales poco profundas que se cubren con bóveda de crucería simple.
La puerta de acceso al templo se sitúa en el lado de la epístola; es de arco de medio punto con arquivoltas lisas, que se protege con pórtico sobre pilares pétreos. La cabecera recibe bóveda de crucería estrellada con claves, lo mismo que la sacristía. También reciben bóveda de crucería nervada con claves de tres tramos centrales de la nave. El tramo de los pies, separado del resto con arco apuntado de piedra sobre pilastras de tradición románica, se cubre con bóveda de cañón apuntado. Es la zona más antigua del templo y cromada con la parte baja de la torre. Allí se localiza el coro alto sobre arco campanal de piedra.
En la capilla del lado del Evangelio, utilizada para bautismo, se encuentra un pequeño sepulcro con arcosolio rebajado, cuya clave del arco se decora con las armas heráldicas del titular. En el muro del lado de la Epístola hay una imagen del Crucificado, en madera policromada, de tres clavos, de buena calidad. Es de estilo Renacimiento, próximo al final del siglo XVI, de correcto tratamiento anatómico y expresión contenida. Importante lugar por su interés artístico, ocupa el retablo mayor, de la primera mitad del siglo XVI en estilo protobarroco. Tiene banco con sagrario central de la misma época, tres calles de dos pisos y coronamiento. En el banco se representan, hechos en relieve, los cuatro evangelistas entre escenas de la Pasión, el Prendimiento y la Oración en el Huerto. El sagrario se decora con la figura del Salvador entre ángeles mancebos.
En el piso primero el centro lo ocupa la talla de la Virgen con el Niño entronizados y a los lados los apóstoles Pedro y Pablo hechos en relieve. En el segundo piso, el centro lo ocupa la imagen de San Esteban en posición sedente, con sus atributos habituales; a los lados se encuentran San Juan Bautista y San Lorenzo, también en relieve. En el coronamiento se encuentra el grupo del Calvario al que flanquean María Magdalena y María Salomé, éstas también de bulto.

## Demografía

### Evolución de la población
| Gráfica de evolución demográfica de Zulueta entre 2014 y 2021 |
|                                                               |
| Datos según el nomenclátor publicado por el INE.              |

## Personalidades destacadas
- Eugenio Bustingorri, exfutbolista del Club Atlético Osasuna.

## Comunicaciones
| Eskualdeko Hiri Garraioa/Transporte Urbano Comarcal |   |
| Taxi Iruñerria                                      |   |
| Zona                                                | B |
| Estaciones                                          |   |

El Valle de Elorz proporciona a sus vecinos un servicio de transporte diario gratuito para fomentar una cohesión territorial con los municipios del valle. 

## Otros proyectos
- Wikimedia Commons alberga una categoría multimedia sobre Zulueta.